# اندرو ازرگایلیس
اندرو ازرگایلیس (لتونیایی: Andrievs Ezergailis؛ زادهٔ ۱۰ دسامبر ۱۹۳۰) تاریخ‌نگار و استاد بازنشسته تاریخ در کالج ایتاکا، ایتاکا، نیویورک، است. او به خاطر پژوهش‌هایش در زمینه تاریخ لتونی، به ویژه انقلاب ۱۹۱۷ و هولوکاست در لتونی شناخته شده‌است.
در اوت ۲۰۰۷، ازرگایلیس صلیب نشان افتخار سه ستاره، بالاترین نشان افتخار لتونی، را به دلیل مشارکت‌هایش در تاریخ آن کشور دریافت کرد. همسر وی اینتا ازرگایلیس، استاد بازنشسته ادبیات آلمانی در دانشگاه کرنل، بود.